# Dijakritički znakovi
Dijakritički znakovi (od starogrčke riječi διακριτικός diakritikos, "koji razlikuje") su znakovi različitog oblika - točke, crtice, kvačice, kružići i sl. - koji se dodaju nekom slovu (s bilo koje strane) u svrhu davanje posebne glasovne oznake slova ili riječi. Takva slova nazivaju se dijakritici ili dijakritička slova.
Dijaktrički znakovi su u nekim jezicima sastavni dio određenih abeceda, odnosno predstavljaju zasebna slova umjesto oznake riječi.
U hrvatskom jeziku dijakritički znakovi u abecedi - su č, ć, đ, š i ž, a dijakritici su č, ć, đ, dž, š i ž (sastavljeni od dijaktritičkih znakova).
U njemačkom jeziku dijakritički znakovi su slova ä, ö, ü.

## Povezani članak
- Hrvatska abeceda